# だいじょうぶマイ・フレンド (曲)
「だいじょうぶマイ・フレンド」は、1983年4月29日公開の村上龍原作・監督、キティ・フィルム制作の同名映画主題歌。加藤和彦のソロ名義による11枚目のシングルとして1983年3月25日に発売されたほか、同年3月21日には映画出演者によるシングルが3枚同時発売された。

## 解説
原作者の村上龍が自ら監督を務めた同名映画の主題歌で、音楽監督を担当した加藤和彦が作曲し、安井かずみが作詞を手がけた。シングルはまず映画の出演者である広田玲央名、乃生佳之、渡辺裕之の歌唱版が3月21日にそれぞれカップリング曲を代えて3枚同時リリースされ、加藤によるオリジナル・バージョンは同月25日に発売された。加藤はこの自身初となる映画音楽作品で第7回日本アカデミー賞の優秀音楽賞を受賞している。フジテレビ「夜のヒットスタジオ」では、広田、乃生、加藤をメイン・ボーカルに据えて村上、ピーター・フォンダ、渡辺、根津甚八がバック・コーラスで参加したスペシャル・バージョンとして披露された。

## 加藤和彦のシングル

### 収録曲
- 全曲作詞：安井かずみ　作曲：加藤和彦　編曲：清水信之
- 時間表記はオリジナル・シングル・レコードに基づく。

#### SIDE 1
1. だいじょうぶマイ・フレンド  –  (4:33)

#### SIDE 2
1. 街に風が吹く時  –  (4:22)

### クレジット
- Producer: 加藤和彦
- Director: 近藤由紀夫
- Engineer: 大川正義、北川正人
- Illustration: 吉田カツ
- Design: Soap Inc.

## 広田玲央名のシングル

### アートワーク
ジャケットは見開き仕様で、表には広田単体のほか、共演のピーター・フォンダと広田による映画のワンシーンを撮影した写真がコラージュされている。また、裏面にはシングル両曲の歌詞とともに、広田のプロフィールが掲載されている。

### 収録曲
- 全編曲：清水信之
- 時間表記はオリジナル・シングルレコードに基づく。

#### SIDE A
1. だいじょうぶマイ・フレンド  –  (4:20)

#### SIDE B
1. 気がいきそうな空  –  (4:41)
作詞：来生えつこ、作曲：来生たかお

## 乃生佳之のシングル

### 収録曲
- 全編曲：清水信之、カップリング曲は清水作曲による映画のオープニング・テーマ（インストゥルメンタル）。
- 時間表記はオリジナル・シングルレコードに基づく。

#### SIDE A
1. だいじょうぶマイ・フレンド  –  (4:43)

#### SIDE B
1. だいじょうぶマイ・フレンド - オープニング・テーマ  –  (3:14)

## 渡辺裕之のシングル

### 収録曲
- カップリング曲は映画挿入歌。
- 時間表記はオリジナル・シングルレコードに基づく。

#### SIDE A
1. だいじょうぶマイ・フレンド  –  (4:05)
編曲：鷺巣詩郎

#### SIDE B
1. スーパー・ジルバ  –  (3:27)
作詞：村上龍、作曲：加藤和彦、編曲：清水信之

## アルバム収録
「だいじょうぶマイ・フレンド」のシングル楽曲は以下のアルバムに収録されている。
- 『だいじょうぶマイ・フレンド オリジナル・サウンドトラック』（1983年4月21日、キャニオン・レコード C28A-0268）  –  加藤のシングル曲および渡辺裕之による主題歌を除く5曲を収録。（未収録分の3曲は現在も未LP・CD化）ジャケットとレーベル面のイラストは加藤のシングルと同じく吉田カツが担当している[4]。
- 『BOMB! presents：永遠の'80蔵出しアイドル大集合』東芝EMI編（2002年12月4日、東芝EMI TOCT-10892/3）  –  広田玲央名による主題歌を収録。
- 『加藤和彦作品集』（2012年10月3日、日本コロムビア COCP-37459/60）  –  乃生佳之による主題歌を収録。